# Фостер, Бен (футболист)
Бе́нджамин Э́нтони Фо́стер (англ. Benjamin Anthony Foster; род. 3 апреля 1983, Ройал-Лемингтон-Спа, Уорикшир), более известный как Бен Фо́стер (англ. Ben Foster) — английский футболист, выступавший на позиции вратаря. Выступал за сборную Англии.

## Клубная карьера

### Манчестер Юнайтед
19 июля 2005 года Бен перешёл из «Сток Сити» в «МЮ» за 1 млн. фунтов. С 2005 по 2007 годы Фостер выступал за «Уотфорд». Главный тренер «Уотфорда» Энди Бутройд заявил, что Фостер «лучше нынешнего вратаря „Манчестера“ Эдвина ван дер Сара» и выразил уверенность, что Фостер может стать «лучшим вратарём в мире». Сэр Алекс Фергюсон считает, что Бен Фостер должен стать «первым номером» «Юнайтед» после ухода Эдвина ван дер Сара, а также основным голкипером сборной Англии.
Летом 2007 года Фостеру была проведена операция на правом колене. К полноценным тренировкам Бен приступил лишь в начале 2008 года, а выйти на поле он смог лишь 6 марта в игре резервистов «Манчестер Юнайтед» и «Мидлсбро». Свой дебютный матч за основу «Юнайтед» Фостер провёл 15 марта в игре с «Дерби Каунти», так как Эдвин ван дер Сар был травмирован, а Томаш Кущак отбывал дисквалификацию за красную карточку, полученную в четвертьфинальном матче Кубка Англии против «Портсмута». «Манчестер Юнайтед» выиграл эту встречу со счётом 1:0 не без помощи Фостера, который сделал два потрясающих сейва и сохранил свои ворота «сухими». Несмотря на отличную игру Бена, Алекс Фергюсон не стал в дальнейшем ставить Фостера в ворота, предпочитая ван дер Сара или Кущака. Причина состояла в том, что Фостер не был заявлен за «Юнайтед» в Лиге чемпионов.
17 сентября 2008 года Фостер был включён в заявку «Юнайтед» на матч Лиги чемпионов против «Вильярреала», но провёл всю встречу на скаймеке запасных. На следующий день он сыграл в матче резервистов «Юнайтед» против «Блэкберн Роверс», в котором получил травму лодыжки после неудачного падения, из-за чего должен был пропустить от 6 до 8 недель. Фостер восстановился быстрее, чем ожидалось вначале, и вернулся к играм резервной команды 14 октября, проведя полный матч против резервистов «Олдем Атлетик», в котором резервная команда «Юнайтед» праздновала победу со счётом 2:1. 5 ноября 2008 года Фостер дебютировал в Лиге Чемпионов в матче группового этапа против «Селтика» (встреча завершилась вничью 1:1).
1 марта 2009 года в финале Кубка Футбольной лиги против «Тоттенхэм Хотспур» Фостер отстоял в воротах все 120 минут игрового времени и смог отразить один из четырёх послематчевых пенальти. Ещё один удар пришёлся мимо ворот. Именно благодаря ему «Манчестер Юнайтед» победил в этом матче со счётом 4:1.

### Бирмингем Сити
В 2010 году Бен перешёл в «Бирмингем Сити». Сразу закрепившись в составе, он стал одним из лучших игроков команды. В матче с «Челси» в стиле Бэнкса парировал удар Дрогба . Матч закончился со счётом 1:0 в пользу футболистов из Бирмингема. Также он блистал в матче с «Манчестер Сити», в котором главный тренер «горожан» Роберто Манчини насчитал 17 опасных моментов у ворот Фостера, итог игры был 0:0. В том сезоне его не раз признавали лучшим игроком тура.

### Вест Бромвич Альбион
Летом в 2011 году на правах аренды в «Вест Бромвич Альбион», а 29 июня 2012 года подписал с «дроздами» трёхлетний контракт.
В сентябре 2022 года объявил о завершении профессиональной карьеры. В марте 2023 года возобновил карьеру.

## Карьера в сборной
Первый вызов в сборную Фостер получил в 2006 году, когда сборная Англии под руководством Стива Макларена играла со сборной Греции (однако Бен не принял участия в этой встрече). Свой дебютный матч за сборную Бен провёл 7 февраля 2007 года в товарищеской игре со сборной Испании, завершившейся поражением англичан со счётом 0:1. В сентябре 2008-го получил травму лодыжки в матче резерва и выбыл на 2 месяца.
17 ноября 2010 года принял участие в товарищеском матче со сборной Франции, в котором англичане потерпели поражение со счётом 1:2.
В 2014 году защищал ворота сборной на чемпионате мира 2014 года в матче с Коста-Рикой (0:0).

### Статистика выступлений за сборную
| Матчи Бена Фостера за сборную Англии | Матчи Бена Фостера за сборную Англии | Матчи Бена Фостера за сборную Англии | Матчи Бена Фостера за сборную Англии | Матчи Бена Фостера за сборную Англии | Матчи Бена Фостера за сборную Англии | Матчи Бена Фостера за сборную Англии |
| №                                    | Дата                                 | Оппонент                             | Счёт                                 | Мячи                                 | Соревнование                         |                                      |
| ------------------------------------ | ------------------------------------ | ------------------------------------ | ------------------------------------ | ------------------------------------ | ------------------------------------ | ------------------------------------ |
| 1                                    | 7 февраля 2007                       | Испания                              | 0 : 1                                | -                                    | Товарищеский матч                    |                                      |
| 2                                    | 28 марта 2009                        | Словакия                             | 4 : 0                                | -                                    | Товарищеский матч                    |                                      |
| 3                                    | 14 октября 2009                      | Беларусь                             | 3 : 0                                | -                                    | Отборочный матч ЧМ 2010              |                                      |
| 4                                    | 14 ноября 2009                       | Бразилия                             | 0 : 1                                | -                                    | Товарищеский матч                    |                                      |
| 5                                    | 17 ноября 2010                       | Франция                              | 1 : 2                                | -                                    | Товарищеский матч                    |                                      |
| 6                                    | 29 мая 2013                          | Ирландия                             | 1 : 1                                | -                                    | Товарищеский матч                    |                                      |
| 7                                    | 4 июня 2014                          | Эквадор                              | 2 : 2                                | -                                    | Товарищеский матч                    |                                      |
| 8                                    | 24 июня 2014                         | Коста-Рика                           | 0 : 0                                | -                                    | ЧМ 2014. Групповая стадия            |                                      |

## Достижения
Манчестер Юнайтед
- Обладатель Кубка Футбольной лиги (2): 2009, 2010

Бирмингем Сити
- Обладатель Кубка Футбольной лиги : 2011
- Приз Алана Хардекера (2): 2009, 2011

## Статистика выступлений
| Рейсинг Клаб Уорик     | 2001/02          | 18  | 0 | 0  | 0 | 0 | 0 | 0 | 0 | 18  | 0 |
| Рейсинг Клаб Уорик     | Итого            | 18  | 0 | 0  | 0 | 0 | 0 | 0 | 0 | 18  | 0 |
| Сток Сити              | 2001/02          | 0   | 0 | 0  | 0 | 0 | 0 | 0 | 0 | 0   | 0 |
| Сток Сити              | 2002/03          | 0   | 0 | 0  | 0 | 0 | 0 | 0 | 0 | 0   | 0 |
| Сток Сити              | 2003/04          | 0   | 0 | 0  | 0 | 0 | 0 | 0 | 0 | 0   | 0 |
| Сток Сити              | 2004/05          | 0   | 0 | 0  | 0 | 0 | 0 | 0 | 0 | 0   | 0 |
| Сток Сити              | Итого            | 0   | 0 | 0  | 0 | 0 | 0 | 0 | 0 | 0   | 0 |
| Бристоль Сити          | 2002/03          | 0   | 0 | 0  | 0 | 0 | 0 | 0 | 0 | 0   | 0 |
| Тивертон Таун          | 2002/03          | 16  | 0 | 0  | 0 | 0 | 0 | 0 | 0 | 16  | 0 |
| Стаффорд Рейнджерс     | 2003/04          | 1   | 0 | 0  | 0 | 0 | 0 | 0 | 0 | 1   | 0 |
| Киддерминстер Харриерс | 2004/05          | 2   | 0 | 0  | 0 | 0 | 0 | 0 | 0 | 2   | 0 |
| Рексем                 | 2004/05          | 17  | 0 | 0  | 0 | 0 | 0 | 4 | 0 | 21  | 0 |
| Рексем                 | Итого            | 36  | 0 | 0  | 0 | 0 | 0 | 4 | 0 | 40  | 0 |
| Манчестер Юнайтед      | 2005/06          | 0   | 0 | 0  | 0 | 0 | 0 | 0 | 0 | 0   | 0 |
| Манчестер Юнайтед      | 2006/07          | 0   | 0 | 0  | 0 | 0 | 0 | 0 | 0 | 0   | 0 |
| Манчестер Юнайтед      | 2007/08          | 1   | 0 | 0  | 0 | 0 | 0 | 0 | 0 | 1   | 0 |
| Манчестер Юнайтед      | 2008/09          | 2   | 0 | 6  | 0 | 1 | 0 | 0 | 0 | 9   | 0 |
| Манчестер Юнайтед      | 2009/10          | 9   | 0 | 1  | 0 | 2 | 0 | 1 | 0 | 13  | 0 |
| Манчестер Юнайтед      | Итого            | 12  | 0 | 7  | 0 | 3 | 0 | 1 | 0 | 23  | 0 |
| Уотфорд                | 2005/06          | 44  | 0 | 1  | 0 | 0 | 0 | 3 | 0 | 48  | 0 |
| Уотфорд                | 2006/07          | 29  | 0 | 4  | 0 | 0 | 0 | 0 | 0 | 33  | 0 |
| Уотфорд                | Итого            | 73  | 0 | 5  | 0 | 0 | 0 | 3 | 0 | 81  | 0 |
| Всего за карьеру       | Всего за карьеру | 139 | 0 | 12 | 0 | 3 | 0 | 8 | 0 | 162 | 0 |

(откорректировано по состоянию на 23 февраля 2010)